# Train Man – Densha Otoko
Train Man – Densha Otoko (jap. 電車男 ネット発、各駅停車のラブ・ストーリー, Densha Otoko – Net Hatsu, Kakuei Teisha no Love Story) ist eine Manga-Serie von Hidenori Hara. Sie basiert auf der Densha Otoko-Geschichte, die zunächst als Roman, verfasst von einem Autor mit dem Pseudonym Hitori Nakano, und dann in Form anderer Medien verbreitet wurde. Es gibt vier Manga-Adaptionen der Geschichte. Diese Umsetzung richtet sich vorwiegend an eine erwachsene, männliche Leserschaft, lässt sich also der Seinen-Gattung zuordnen.

## Handlung
Der 22-jährige Tsuyoshi ist ein typischer Otaku, der seine Zeit am liebsten vor dem PC verbringt und bisher keine Freundin hatte. Als er eines Nachmittags von Akihabara mit der U-Bahn nach Hause fährt, belästigt ein Betrunkener drei Frauen. Obwohl er Angst hat, stellt Tsuyoshi den Betrunkenen zur Rede und zieht sich dadurch den Respekt der anderen Mitfahrer zu, unter ihnen eine junge Frau, die ihm als Dank schließlich zwei Teetassen zusendet. Diese entpuppen sich als sehr teure Tassen der Marke „Hermes“ und ermutigt durch Kommentare im Internetforum 2chan nimmt er Kontakt mit ihr auf. Bald wird Hermes sein Spitzname für sie, sie nennt ihn „Train Man“, was auch sein Pseudonym im Forum ist.
Tsuyoshi hat sich in die Frau verliebt, ist aber schüchtern und traut sich kaum sie zu kontaktieren. Im Forum erhält er Ratschläge von diversen Internetbenutzern, wie er vorgehen soll. So kann er den Kontakt aufrechterhalten und hat schließlich eine Verabredung mit Hermes. Mit der Zeit und durch die Unterstützung aus dem Forum lernen sich die beiden besser kennen und finden in den häufigen Restaurantbesuchen ein gemeinsames Hobby. Tsuyoshi, der im Forum von jeder neuen Entwicklung erzählt, folgt den Tipps von den anderen dort und ändert so nach und nach seinen Lebenswandel. Zugleich kommen immer mehr Menschen dazu, die die Geschichte im Forum verfolgen und mitfiebern. Nach einiger Zeit gestehen sich die beiden ihre Liebe zueinander und werden ein Paar.

## Entstehung
Die Geschichte des Originals wurde in dieser Adaption gekürzt. Nach Meinung von Hidenori Hara war die Kürzung für den Erfolg des Mangas entscheidend. Zudem legte er den Fokus der Geschichte mehr auf die Liebesgeschichte und ließ die teils negative Stimmung der Vorlage weg. Beim Entwurf von Hermes orientierte sich Hara an den auch im Buch genannten Prominenten (Tamaki Ogawa und Miki Nakatani), mit denen sie dort verglichen wird.

## Veröffentlichungen
Die Manga-Serie erschien in Japan 2005 in Einzelkapiteln im monatlichen Manga-Magazin Young Sunday. Der Shōgakukan-Verlag brachte diese Einzelkapitel anschließend auch in drei Sammelbänden heraus. Die drei Bände verkauften sich in Japan über 1,2 Millionen Mal.
Der Manga wurde ins Englische, Französische, Spanische und Deutsche übersetzt. In Deutschland erschien der Manga von Juni bis Dezember 2007 bei Carlsen Comics.